# Radikal 118

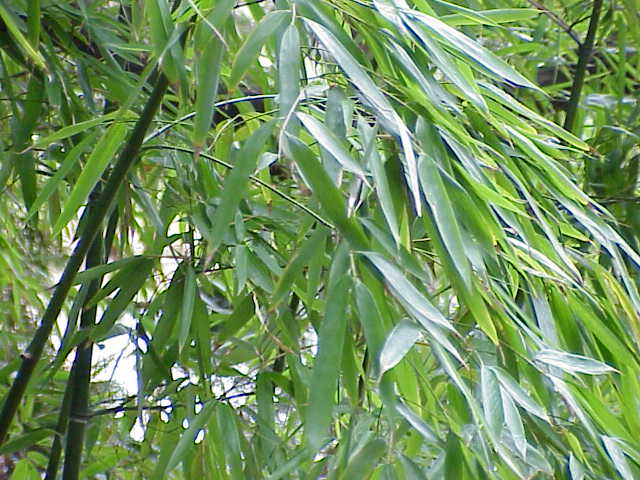
Blätter des Bambus

Radikal 118 mit der Bedeutung „Bambus“ ist eines von 29 der 214 traditionellen Radikale der chinesischen Schrift, die mit sechs Strichen geschrieben werden.
Mit 152 Zeichenverbindungen in Mathews’ Chinese-English Dictionary kommt es sehr häufig vor. Im Kangxi-Wörterbuch gab es mit 953 Schriftzeichen ebenfalls sehr viele Zeichen, die man unter diesem Radikal finden konnte.
Das Radikal Bambus nimmt nur in der Langzeichen-Liste traditioneller Radikale, die aus 214 Radikalen besteht, die 118. Position ein. In modernen Kurzzeichen-Wörterbüchern kann es sich an ganz anderer Stelle finden. Im Neuen chinesisch-deutschen Wörterbuch aus der Volksrepublik China steht es zum Beispiel an 178. Stelle.

## Etymologie
Das Piktogramm Bambus zeigt zwei nach unten hängende Bambusblätter, wie sich besonders deutlich in der alten Siegelschriftform  zeigt.

Bronzeschrift
Große Siegelschrift
Kleine Siegelschrift

## Verwendung
竹 kann als Lautträger im Zeichen fungieren wie im Familiennamen 竺 (zhu), 筑 (zhu = ein altes Musikinstrument) oder 笃 (duk = ernsthaft).
Meist aber ist 竹 Sinnträger und stellt seine Zeichen in das Bedeutungsfeld Bambus: 竿 (gun = Stange), 筐 (kuang = Korb aus Bambus), 笛 (di = Flöte), 管 (guan = Röhre), 筷子 (kuàizi = Essstäbchen), 箸 (jyu = Essstäbchen).
简 (jian einfach, unkompliziert) hatte ursprünglich die Bedeutung Schreibtafel, die aus Bambus gefertigt wurde. 笨 (ben = dumm) war ursprünglich eine Bezeichnung für das Weiße innerhalb eines Bambusrohres, 等 (deng = Grad, Rang) bedeutete, die Bambustäfelchen 竹简 (jian = ordnen). Der 竹字头 (zhuzitou = Bambuskopf) ist hier überall Sinnträger. 籍 (ji = Buch, Werk) und 薄 (bo = dünn) tragen den Bambuskopf, weil die historischen Chinesen den Bambus gerne als Träger für ihre Schriftzeichen benutzten. Auch hier ist 竹 daher Sinnträger. Beim Rechnen spielte diese Pflanze als Hilfsmittel eine Rolle, so dass sie auch in 算 (suan = rechnen) vorkommt. Nichts zu tun hat der Bambus mit dem Vorgang 篡 (= usurpieren, an sich reißen). Das Zeichen besteht vielmehr aus der Komponente ㄙ (= 私 si = privat, persönlich) und 算 als Lautträger.
Zeichenverbindungen werden ausschließlich mit der Variante ⺮ (immer oben) erstellt.

## Schriftzeichenverbindungen, die vom Radikal 118 regiert werden
| Striche | Zeichen |
| ------- | --- |
| +0      | 竹 ⺮ |
| +02     | 竺 竻 |
| +03     | 竼 竽 竾 竿 笀 笁 笂 笃 |
| +04     | 笄 笅 笆 笇 笈 笉 笊 笋 笌 笍 笎 笏 笐 笑 笒 笓 笔 笕                                                                         |
| +05     | 笖 笗 笘 笙 笚 笛 笜 笝 笞 笟 笠 笡 笢 笣 笤 笥 符 笧 笨 笩 笪 笫 第 笭 笮 笯 笰 笱 笲 笳 笴 笵 笶 笷 笸 笹 笺 笻 笼 笽 笾    |
| +06     | 笿 筀 筁 筂 筃 筄 筅 筆 筇 筈 等 筊 筋 筌 筍 筎 筏 筐 筑 筒 筓 答 筕 策 筗 筘 筙 筚 筛 筜 筝                                  |
| +07     | 筞 筟 筠 筡 筢 筣 筤 筥 筦 筧 筨 筩 筪 筫 筬 筭 筮 筯 筰 筱 筲 筳 筴 筵 筶 筷 筸 筹 筺 筻 筼 筽 签 筿 简 節                   |
| +08     | 箁 箂 箃 箄 箅 箆 箇 箈 箉 箊 箋 箌 箍 箎 箏 箐 箑 箒 箓 箔 箕 箖 算 箘 箙 箚 箛 箜 箝 箞 箟 箠 管 箢 箣 箤 箥 箦 箧 箨 箩 箸 |
| +09     | 箪 箫 箬 箭 箮 箯 箰 箱 箲 箳 箴 箵 箶 箷 箹 箺 箻 箼 箽 箾 箿 篁 篂 篃 範 篅 篆 篇 篈 篊 篋 篌 篍 篎 篏 篐 篑 篒 篓          |
| +10     | 築 篔 篕 篖 篗 篘 篙 篚 篛 篜 篝 篞 篟 篠 篡 篢 篣 篤 篥 篦 篧 篨 篩 篪 篫 篬 篭 篮 篯 簑 簒                                  |
| +11     | 篰 篱 篲 篳 篴 篵 篶 篷 篸 篹 篺 篻 篼 篽 篾 篿 簀 簁 簂 簃 簄 簅 簆 簇 簈 簉 簊 簋 簌 簍 簎 簏 簐 簓 簔 簕 簖 簗             |
| +12     | 簘 簙 簚 簛 簜 簝 簞 簟 簠 簡 簢 簣 簤 簥 簦 簧 簨 簩 簪 簫 簬 簭 簮 簯 簰 簱 簲                                              |
| +13     | 簳 簴 簵 簶 簷 簸 簹 簺 簻 簼 簽 簾 簿 籀 籁 籂                                                                               |
| +14     | 籃 籄 籅 籆 籇 籈 籉 籊 籋 籌 籍 籎 籏                                                                                        |
| +15     | 籐 籑 籒 籓 籔 籕 籖 |
| +16     | 籗 籘 籙 籚 籛 籜 籝 籞 籟 籠 籡                                                                                              |
| +17     | 籢 籣 籤 籥 籦 籧 籨 |
| +18     | 籩 籪 |
| +19     | 籫 籬 籭 籮 |
| +20     | 籯 籰 |
| +24     | 籱 |
| +26     | 籲 |

 Im Unicodeblock Kangxi-Radikale ist das Radikal 118 unter der Codepointnummer 12.149 (U+2F75) codiert.